# 岡本章平
岡本 章平（おかもと あきひら、1978年9月12日 - ）は、大阪府出身のプロレーシングドライバー。マネージメントはSPEED OF JAPANが担当。
12歳でカートデビューし、1996年関西カートランドFR-2クラスシリーズチャンピオンを獲得。1998年からFJ1600でのレース活動を始め、1999年USAスカラシップを受けて、アメリカへ渡る。アメリカではフォーミュラ・ダッジ・イースタン・シリーズ新人賞を受賞し、2002年には日本へ戻りフォーミュラドリームに参戦。2005年にはNASCARダッジ・ウィークリー・シリーズ、2006年にはインディ・プロ・シリーズに参戦するなど、再びアメリカでのレースを再開するべく準備を進めている。また、ツインリンクもてぎで「岡本章平のストックカー・ドライビング・エクスペリエンス」のインストラクターも務めている。

## 来歴
1993年に関西クラブマンレース（KART)でデビュー。同シリーズを2年連続でタイトルを獲得し、その後FJ1600へステップアップ。1999年にFJ1600日本一決定戦で6位に入賞し、USAスカラーシップを獲得した。これが岡本章平にとっての転換期になる。
翌2000年に渡米。Skip Barber Dodge Eastern Seriesに参戦。全16戦中11勝をし、ランキング2位、ルーキー・オブ・ザ・イアーを獲得。この年、SkipBarber Formula Dodge National Championship最終戦でコースレコードを樹立し優勝した。翌2001年にはSkipBarber Dodge Pro Seriesに参戦をし、ランキング10位でシーズンを終了する。このアメリカでの2年でアメリカがレースに対して持つ情熱に魅せられた。
2002年と2003年は帰国をし、Formula Dreamに参戦。2002年はランキング3位。
だが、アメリカでのレース参戦を再度挑戦するため、2004年から参戦への向けての活動を開始。2005年にはSpeed of Japanとマネージメント契約をし、その年、NASCAR WEEKLY SERIESにスポット参戦をした。翌2006年にインディカー・シリーズへのステップアップシリーズであるINDY PRO SERIES（現・FIRESTONE INDY LIGHTS SERIES）の最終戦にスポット参戦した。初めての高速オーバルで、初めてのマシンでこのレースに出場したのにもかかわらず、予選3位。決勝も終止、優勝争いを展開したが、最終ラップで後続車に接触され、最終コーナーでスピンアウトした。
現在もアメリカ参戦に向けて活動中。

## 戦歴
- 1993	関西カートランド　クラブマンレース優勝
- 1994	関西カートランド　クラブマンレース優勝
- 1996	関西カートランド　FR-2クラス：シリーズチャンピオン
- 1998	筑波サーキットFJ1600シリーズ参戦（最高位3位）
- ツインリンクもてぎFJ1600シリーズ：ランキング6位（最高位2位）
- 1999	筑波サーキットFJ1600シリーズ：ランキング7位（最高位2位）
- ツインリンクもてぎFJ1600シリーズ：ランキング2位（最高位1位）
- '99FJ1600日本一決定戦（キングオブキングス)：ランキング6位（USAスカラシップ受賞）
- 2000	SkipBarber Formula Dodge Eastern Series：ランキング2位（16戦中11勝、ルーキー・オブ・ザ・イヤー受賞）
- SkipBarber Formula Dodge National Championship最終戦（優勝、Lime Rock Parkコースレコード樹立[2000.10.13]）
- 2001	SkipBarber Barber Dodge Pro Series：ランキング10位
- 2002	Formula Dream：ランキング3位
- 2003	Formula Dream：ランキング9位
- 2005	NASCARダッジ・ウィークリー・シリーズ・スポット参戦
- 2006	IRLインディ・プロシリーズ・スポット参戦